# مخابرات

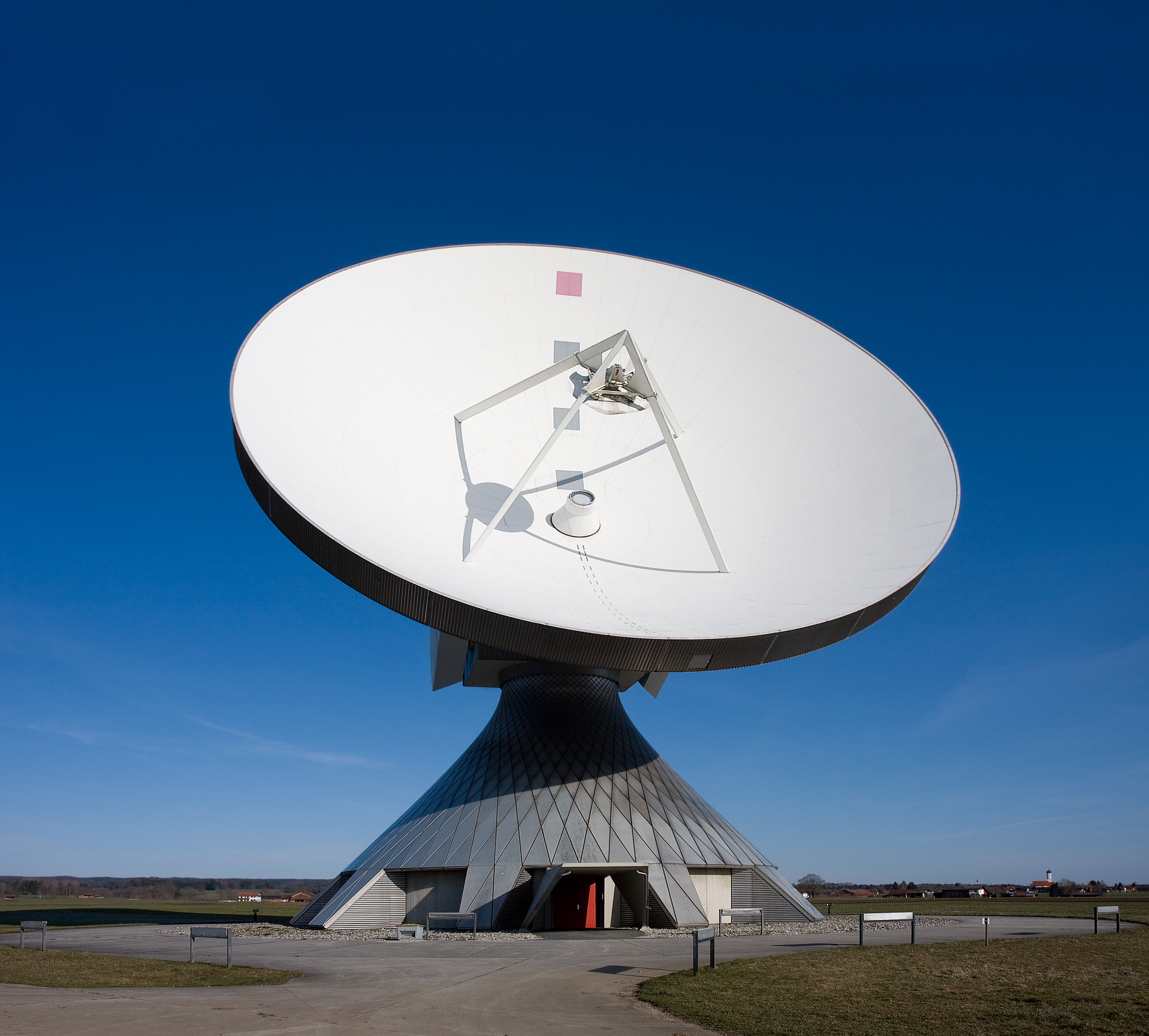
ایستگاه زمینی در تاسیسات مخابرات ماهواره‌ای ایستگاه زمینی رایستینگ در رایستینگ، بایرن، آلمان

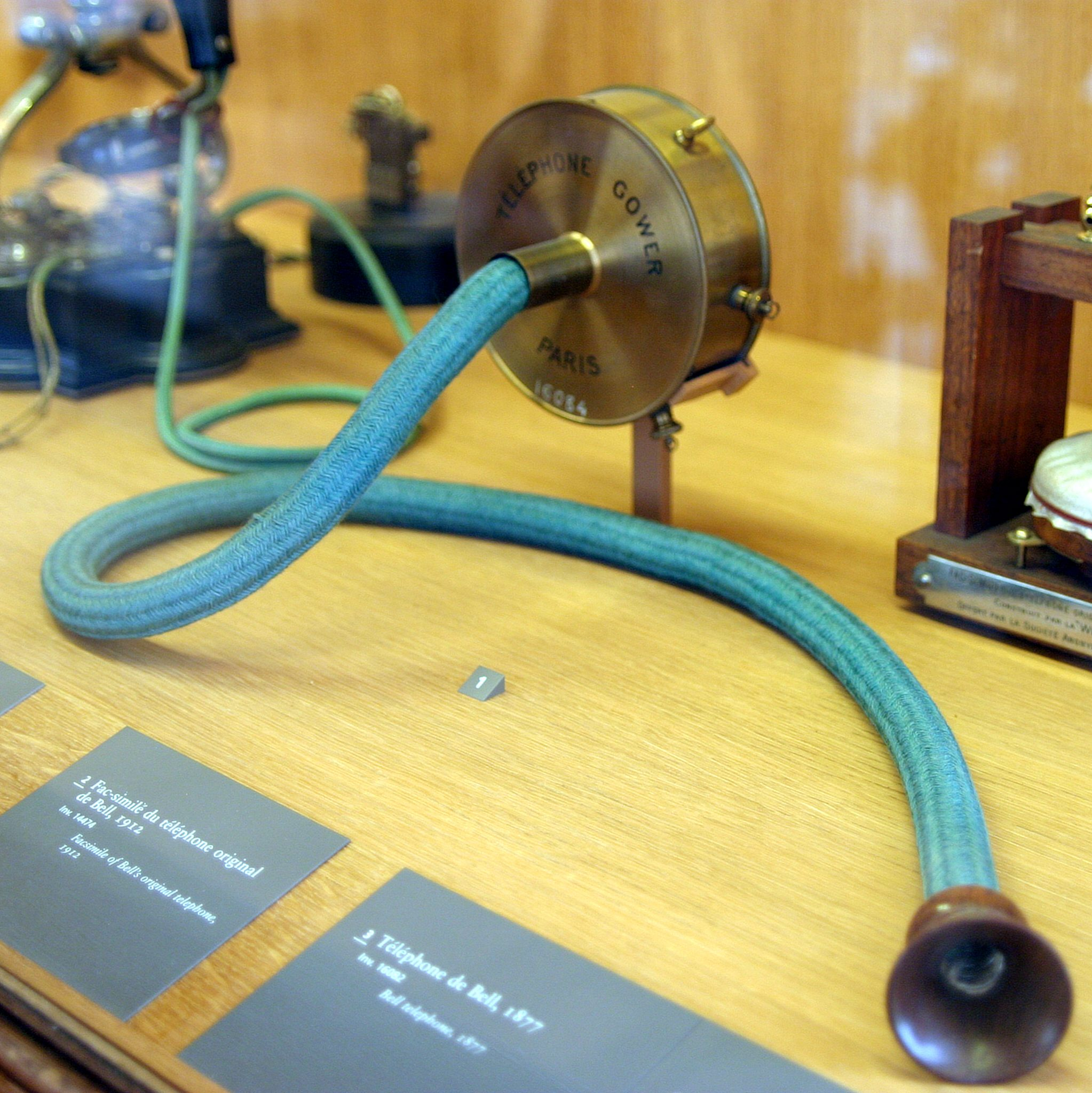
کپی دستگاه تلفن اولیه الکساندر گراهام بل که در موزه Musée des Arts et Métiers فرانسه نگه‌داری می‌شود. این دستگاه ساخت شرکت تلفن ادیسون گروئر-بل اروپا است.

مخابرات، انتقال سیگنال‌ها، پیام‌ها، واژه‌ها، نوشته‌ها، تصاویر و صداها و اطلاعات از هر گونه‌ای از راه سیم، امواج رادیویی، نور یا دیگر سامانه‌های مخابراتی است. در زمان‌های گذشته، از کبوتر، فانوس، دود، طبل، سمافوریا (مخابره به وسیله پرچم) و هلیوگراف (مخابره به وسیله نور خورشید) برای ارتباط استفاده می‌شد. در دوران نوین، مخابرات شامل به‌کارگیری انتقال‌دهنده‌های الکترونیکی مانند تلفن، تلویزیون، رادیو یا رایانه است. نخستین مخترعان در زمینه مخابرات آنتونیو میوچی، الکساندر گراهام بل، گوگلیلمو مارکونی و جان لوگی برد هستند. مخابرات بخش مهمی از اقتصاد جهانی است و سود صنعت مخابرات سه درصد محصولات عمده جهان است.

## مفاهیم کلیدی

### اجزاء اصلی
سیستم‌های مخابراتی شامل سه جزء اصلی است:
1. فرستنده: اطلاعات را به سیگنال قابل‌انتقال تبدیل می‌کند و آن را وارد کانال مخابراتی می‌کند.
2. کانال مخابراتی: سیگنال را حمل می‌کند و شامل محیط انتقال مانند هوا و فضا، کابل مسی و فیبر نوری و … می‌شود.
3. گیرنده: سیگنال را از کانال دریافت‌کرده و آن را به اطلاعات قابل استفاده تبدیل می‌کند.

به‌طور مثال دکل رادیویی در ارسال‌های رادیویی، شامل یک رادیوی فرستنده، فضای آزاد به عنوان کانال مخابراتی و رادیوی گیرنده است. معمولاً سامانه‌های مخابراتی دو طرفه هستند، و یک دستگاه واحد، نقش فرستنده و گیرنده را ایفا می‌کند (ترانسیور). مثلاً، تلفن همراه یک دستگاه ترانسیور است. مخابره پیام از راه خطوط تلفن را ارتباط نقطه به نقطه می‌گویند، زیرا میان یک فرستنده و یک گیرنده است. مخابرات از راه ارسال رادیویی را ارتباط پخشی می‌نامند زیرا میان یک فرستنده قوی و گیرنده‌های بسیار است.

### آنالوگ و دیجیتال
سیگنال‌ها به صورت آنالوگ یا دیجیتال هستند. در حالت آنالوگ، سیگنال در حوزه زمان به‌طور پیوسته وجود دارد و نیز می‌تواند هر مقداری (ولتاژ) داشته باشد. سیگنال دیجیتال اگرچه همچنان در حوزه زمان پیوسته است اما به صورت دسته‌ای از مقادیر گسسته (مثلاً صفر و پنج ولت) کد می‌شود. هر سیگنال چه آنالوگ و چه دیجیتال می‌تواند دارای اطلاعات باشد. اطلاعات موجود در هر یک از سیگنال‌های آنالوگ و دیجیتال هنگام انتقال با نویز، با هم مخلوط می‌شوند و باعث از میان رفتن اطلاعات موجود در سیگنال می‌شوند.

### شبکه‌های مخابراتی
مجموعه‌ای از فرستنده‌ها، گیرنده‌ها یا ترانسیورها که با هم ارتباط دارند را شبکه می‌نامند. شبکه‌های دیجیتالی دارای یک یا دو مسیریاب هستند که اطلاعات را به کاربر هدایت می‌کنند. یک شبکه ممکن است شامل یک یا دو سوئیچ باشد که ارتباط میان یک یا دو کاربر را برقرار می‌کنند. در هر شبکه، ممکن است تکرارکننده‌ها لازم باشند تا سیگنال را در هنگامی که در فواصل دور منتقل می‌شود، تقویت کنند. این کار برای مقابله با تضعیفی است که مانع از تشخیص سیگنال از نویز می‌شوند.

### کانال‌های مخابراتی
کانال بخشی از زنجیره انتقال سیگنال است که برای فرستادن اطلاعات در قالب سیگنال از آن استفاده می‌شود؛ مثلاً یک ایستگاه رادیویی ممکن است در کانال فرکانسی ۹۶ مگاهرتز پخش شود درحالی‌که ایستگاه رادیویی دیگر ممکن است در ۹۴۵ مگاهرتز پخش شود. در این حالت کانال را بر حسب فرکانس قسمت بندی می‌کنیم و هر کانال، فرکانس جداگانه‌ای برای پخش دارد. هنگامی هر سیگنالی می‌توانند به هر کانالی برای ارسال دسترسی پیدا کند، آن را تقسیم زمانی چندگانه می‌نامند و گاهی در ارتباط دیجیتالی استفاده می‌شود.

### مدولاسیون
شکل‌دهی سیگنال برای انتقال اطلاعات را مدولاسیون می‌نامند. مدولاسیون یعنی سوارکردن اطلاعات بر روی یک سیگنال. به این سیگنال در اصطلاح سیگنال (موج) حامل گفته می‌شود. می‌توان از مدولاسیون برای ارسال زنجیره‌ای از داده‌های دیجیتال (صفر و یک) با به‌کارگیری یک سیگنال آنالوگ استفاده کرد. این عمل را کلید زنی گویند و تکنیک‌های کلید زنی فراوانی وجود دارند. (شامل کلید زنی تغییر فازی، کلید زنی تغییر فرکانس، و کلیدزنی تغییر دامنه). مثلاً بلوتوث از کلید زنی تغییر فرکانس برای انتقال اطلاعات میان دستگاه‌ها استفاده می‌کند. از مدولاسیون می‌توان برای انتقال (اطلاعات) سیگنال‌های آنالوگ فرکانس پایین (مانند صوت) با به‌کارگیری سیگنال‌های فرکانس‌های بالا نیز استفاده کرد. این کمک بزرگی است زیرا سیگنال‌های آنالوگ با فرکانس پایین نمی‌توانند در فضای آزاد، به خوبی منتقل شوند. از این رو اطلاعات یک سیگنال آنالوگ با فرکانس پایین باید پیش از انتقال بر یک سیگنال با فرکانس بالاتر (که موج حامل نامیده می‌شود) سوار شود. روش‌های مدولاسیون متفاوتی برای انجام این کار وجود دارند. (دو مورد از مهم‌ترین آن‌ها مدولاسیون دامنه و مدولاسیون فرکانس هستند). مثال این روش صدای یک دی جی است که با به‌کارگیری مدولاسیون فرکانس به فرکانس مرکزی ۹۶ مگاهرتز منتقل می‌شود (سپس این صدا در کانال «FM ۹۶» دریافت می‌شود).

## تاثیر اجتماعی
مخابرات بخش مهمی از جامعه نوین است. در سال ۲۰۰۶ تخمین‌زده‌اند که سود سالانه صنعت مخابرات ۲/۱ تریلیون دلار است که جزو ۳٪ سود خالص جهان (نرخ تبادل اداری) قرار دارد. شرکت‌ها در سطح اقتصاد خرد از مخابرات، برای ایجاد امپراتوری‌های جهانی استفاده کرده‌اند. این در مورد خرده فروشی شبکه‌ای آمازون واضح است. اما بنابر نظر ادوارد لنرت، حتی یک خرده فروش معمولی مثل وال-مارت نیز با به‌کارگیری مخابرات بهتر در زیرساخت‌هایش به سود بیشتری در مقایسه با رقبایش دست پیدا کرده‌است. صاحب خانه‌ها در شهرها در سراسر جهان از تلفن‌هایشان برای انجام سرویس‌های خانه از تحویل پیتزا گرفته تا سیم کش استفاده می‌کنند. حتی جوامع فقیر نیز برای به‌کارگیری تلفن به‌خاطر مزیت‌های آن تشویق شده‌اند. در ناحیه نارسینگدی بنگلادش، روستایی‌های جدا از هم از تلفن‌های همراه برای ارتباط مستقیم با عمده فروشان و معامله بهتر کالاهایشان استفاده می‌کنند. در ساحل عاج، تولیدکنندگان قهوه از تلفن همراه برای دنبال کردن ساعتی تغییرات قیمت قهوه استفاده می‌کنند و محصولاتشان را با بهترین قیمت می‌فروشند. لارنس هندریک رولر و لئونارد ویورمان در سطح اقتصاد کلان ارتباط علّی را میان زیر ساخت‌های مناسب مخابراتی و رشد اقتصادی پیدا کرده‌اند. برخی‌ها ارتباطی را میان آن‌ها بیان می‌کنند اما برخی باور دارند این ارتباط علّی نیست.
با توجه به مزایای اقتصادی زیر ساخت‌های مناسب مخابراتی، این نگرانی فزاینده دربارهٔ شکاف دیجیتالی وجود دارد؛ زیرا همه جمعیت جهان دسترسی برابری به سامانه‌های مخابراتی ندارند.
یک پژوهش در سال ۲۰۰۳ توسط اتحادیه بین‌المللی مخابرات ITU مشخص کرد که حدود یک سوم کشورها کمتر از ۱ اشتراک تلفن همراه برای هر ۲۰ نفر و یک سوم کشورها ۱ اشتراک خط ثابت برای هر ۲۰ نفر دارند.
در مورد دسترسی به اینترنت، تقریباً نیمی از کشورها ۱ از ۲۰ نفر امکانات اینترنت دارند. از این اطلاعات و اطلاعات آموزشی، سازمان ITU توانست شاخصی را ایجاد کند که توانایی کلی شهروندان به دستیابی و به‌کارگیری اطلاعات و فناوری ارتباطات را مشخص کرد. کشورهایی مانند سوئد، دانمارک و ایسلند با به‌کارگیری این اطلاعات بالاترین رتبه را داشتند درحالی‌که کشورهای آفریقایی مانند نیجر، بورکینا فاسو و مالی پایین تین رتبه را کسب کردند.

## تاریخچه

### مخابرات اولیه
اشکال اولیه مخابرات شامل سیگنال‌های دود و طبل بودند. طبل را بومی‌های آفریقا، گینه نو و آمریکای جنوبی استفاده می‌کردند درحالی‌که سیگنال‌های دود را بومی‌های آمریکای شمالی و چین استفاده می‌کردند. برخلاف تصور این سامانه‌ها معمولاً هدفشان بیش از تنها آگاهی از مکان اقامت بود. در قرون وسطی حلقه‌هایی از آتش را بر سر تپه‌ها ایجاد می‌کردند. تا پیغامی را مخابره کنند.
در قرون وسطی، حلقه‌های آتش این نکته منفی را داشتند که تنها می‌توانستند قطعه کوچکی از اطلاعات را منتقل کنند، بنابراین معنای پیغامی مانند «دشمن دیده شد» باید از پیش مورد توافق قرار می‌گرفت. یکی از موارد قابل توجه به‌کارگیری آن‌ها در طول جنگ اسپانیا بود که یک حلقه آتش پیغامی را از بندر پلای موت به لندن فرستاد.
در طول تاریخ در برخی از فرهنگ‌ها کبوترهای خانگی برای ارسال خبر مورد استفاده قرار می‌گرفتند. ایستگاه‌های کبوتری فکری است که ریشه ایرانی دارد، و همچنین رومی‌ها نیز برای کمک به ارتش خود از آن استفاده می‌کردند.
فرانتینوس می‌گوید که ژولیوس سزار از کبوتر به عنوان پیک در فتح گل (کشور باستانی فرانسه) استفاده می‌کرد. یونانیان نام‌های برندگان بازی‌های المپیک را به این روش به شهرهای مختلف می‌فرستادند. تا پیش از آمدن تلگراف، این روش از ارتباطات میان تجار و سرمایه‌دارها رایج بود. دولت هلند در آغاز سده ۱۹ با کمک پرنده‌هایی که از بغداد می‌آورد، از این سامانه در جاوه و سوماترا استفاده می‌کرد. رویتر در سال ۱۸۴۹ از پیک‌های کبوتری برای اطلاع از قیمت سهام کالاها میان آخن (شهری در آلمان) و بروکسل استفاده می‌کرد، شیوه‌ای که تا آمدن تلگراف رایج بود.
کلود شَپ، مهندس فرانسوی، در سال ۱۷۹۲ نخستین سامانه تلگرافی بصری ثابت (خط مخابره به وسیله علائم (سمافور)) را میان لیل و پاریس ساخت. البته سمافور نیازمند کاربران متخصص و برج‌های گران در فواصل ده تا سی کیلومتری (شش تا نوزده مایل) بود. در رقابت با تلگراف الکتریکی، آخرین خط تجاری آن در سال ۱۸۸۰ از رده خارج شد.
در ایران قدیم از نور برای مخابره اطلاعات استفاده می‌شده به این صورت که: برج‌هایی آجری با فواصل معین از یکدیگر می‌ساختند و در این برج‌ها دو آتش با دو رنگ متفاوت روشن می‌کردند که این کار با متفاوت بودن سوخت هریک از مشعل‌ها امکان‌پذیر بوده‌است. پیام را با پوشاندن نور یکی از مشعل‌ها توسط سامانه‌ای شبیه به سامانه مرس، می‌فرستادند.

### تلگراف و تلفن
نخستین تلگراف الکتریکی تجاری را سر چارلز وتستون و سر ویلیام فوترگیل کوک ساختند و در ۹ آوریل ۱۸۳۹ آن را افتتاح کردند. وتستون و کوک هر دو، وسیله خود را پیشرفتی در تلگراف الکترومغناطیسی موجود و نه یک ابزار جدید می‌دانستند. ساموئل مورس جداگانه گونه‌ای از تلگراف الکتریکی را ساخت و آن را به‌طور ناموفقی در ۲ سپتامبر ۱۸۳۷ به ثبت رساند.کدهای مورس پیشرفت بزرگی نسبت به روش سیگنالی وتستون بود. نخستین کابل تلگراف میان اقیانوسی در ۲۷ ژوئیه ۱۸۶۶ کامل شد که مخابرات با آن سوی اقیانوس اطلس را برای نخستین بار امکان‌پذیر کرد. تلفن متداول به‌طور جداگانه توسط الکساندر گراهام بل و الیستاگری در سال ۱۸۷۶ ساخته شد. آنتونیو میوچی نخستین دستگاهی را که انتقال الکتریکی صدا را در طول یک خط امکان‌پذیر می‌ساخت، در سال ۱۸۴۹ ساخت. اما وسیله میوچی ارزش کاربردی کمی داشت زیرا به اثر الکتروفونیک وابسته بود و بنابراین کاربران باید گوشی را در دهانشان می‌گذاشتند تا صدا را بشنوند. نخستین سرویس تجاری تلفن در سال‌های ۱۸۷۸ و ۱۸۷۹ در دو طرف اقیانوس اطلس در شهرهای نیوهاون و لندن ارائه شد.

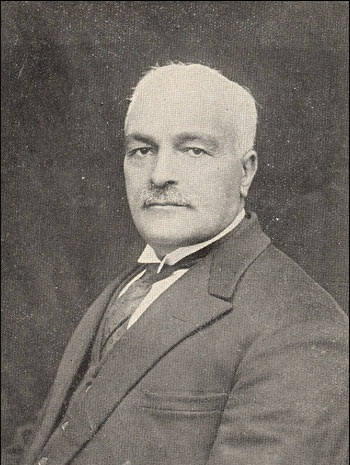
ارباب کیخسرو شاهرخ، پدر تلفن ایران، نخستین کسی که شبکه تلفن را در ایران احداث کرد.

### رادیو و تلویزیون
جیمز لیندسی در سال ۱۸۳۲ یک نمایش از تلگراف بدون سیم برای دانشجویانش برگزار کرد. در سال ۱۸۵۴ او قادر به مخابره از راه مصب رود تِی از شهر داندی در اسکاتلند به وودهون بود که مسافتی حدود دو مایل (۳ کیلومتر) است. او از آب به عنوان دالان مخابراتی استفاده کرد.
گوگلیلمو مارکونی در دسامبر ۱۹۰۱ مخابرات بی‌سیمی میان سنت جانز در نیوفندلاند (کانادا) و پولدهو در کورنوال (انگلیس) ایجاد کرد که جایزه نوبل سال ۱۹۰۹ در رشته فیزیک را از آن خود کرد (که او این جایزه را با کارل براون سهیم شد).
البته مخابرات رادیویی در سطح محدود را نیکولا تسلا در سال ۱۸۹۳ در انجمن ملی نور الکتریکی معرفی کرده بود. جان لوگی برد در ۲۵ مارس ۱۹۲۵ توانست انتقال تصاویر متحرک را در یک فروشگاه زنجیره‌ای در لندن نشان دهد. وسیله بِرد بر دسیک نیپکو استوار بود و بنابراین به عنوان تلویزیون مکانیکی معروف شد. این‌ها اساس پخش برنامه‌های آزمایشی بنگاه سخن‌پراکنی بریتانیا (BBC) شد که در ۳۰ سپتامبر سال ۱۹۲۹ آغاز شد. اما در سراسر سده بیستم تلویزیون به اشعه لامپ کاتدی که کارل براون اختراع کرده بود، وابسته بودند. نخستین گونه از چنین تلویزیونی که قول داده شده بود به نمایش در آید، توسط فیلو فارنزورس ساخته شد و در ۷ سپتامبر ۱۹۲۷ به خانواده او نمایش داده شد.

### عصر نیم‌رساناها

#### انتقال پیام بدون سیم
در سال ۱۸۷۶، الکساندر گراهام بل کشف کرد که چگونه می‌توان صدای انسان را از راه سیم فرستاد و در هنگام این پژوهش، تلفن را اختراع کرد. سپس، گولیلمو مارکونی، مخترع ایتالیایی، با به‌کارگیری کشفیات هانریش هرتز، فیزیک‌دان آلمانی دربارهٔ امواج الکترومغناطیسی که در سال ۱۸۹۴ صورت گرفته بود، تلگراف بی‌سیم را اختراع کرد. مارکونی، در سال ۱۹۰۱، با فرستادن پیام به صورت امواج رادیویی، دو تلگرافچی را در دو سوی اقیانوس اطلس با هم ارتباط داد. با گسترش به‌کارگیری رادیو، فرستادن صدا امکان‌پذیر شد

#### شبکه‌های رایانه‌ای و اینترنت
در ۱۱ سپتامبر ۱۹۴۰ جرج استیبیتس (پدر رایانه‌های دیجیتال) موفق شد با به‌کارگیری ماشین تحریر معادلات پیچیده‌ای را در نیویورک بفرستد و جواب آن رادر کالجی در نیوهمپشایر دریافت کند. این شیوه رایانه‌های مرکزی تا دهه ۱۹۵۰ نیز محبوب بود. تا این که در دهه ۶۰ پژوهش‌ها در مورد گزینش بسته‌ای (ارسال داده‌ها به صورت بسته‌های مجزا) آغاز شد، این فناوری، به داده‌ها اجازه رفتن به رایانه‌های دیگر را می‌داد بدون اینکه از یک رایانه مرکزی عبور داده شود. در ۵ دسامبر ۱۹۶۹، ۴ گره (نقاط اتصال در شبکه‌ها) به وجود آمد، این شبکه که مبنای به وجود آمدن ارپانت (آژانس پژوهش‌های پیشرفته پژوهشی) شد، در سال ۱۹۸۱ شامل ۲۱۳ گره شبکه‌ای شد.
توسعه آرپانت بر روی آراف‌سی، (آراف‌سی متنی که دارای اطلاعاتی دربارهٔ استانداردهای مطرح شده‌است، و هر RFC مثل سریال نامبر برنامه یکتا (به انگلیسی: unic) می‌باشد و قابل تغییر یا از میان بردن نیست) متمرکز بود. (چون در هنگام تشکیل از همگان می‌خواستند که نظرات خود را در مورد آن‌ها بدهند، به مدارک درخواست برای اعلام‌نظر یا (RFCs) معروف شدند). در ۷ آوریل ۱۹۶۹ RFC1 ساخته شد. این عمل مهم بود زیرا که آرپانت سرانجام در دیگر شبکه‌ها ادغام شد و اینترنت را به وجود آورد و بسیاری از قراردادها که اکنون اینترنت بر آن استوار است توسط RFCها مشخص شده‌است.
در سپتامبر ۱۹۸۱، RFC۷۹۱، پروتکل اینترنت (IPv4) را و RFC۷۹۳ قرارداد کنترل انتقال را معرفی کرد و بدین گونه مجموعه قراردادهای اینترنت (غالباً شامل این دو) که اینترنت امروزی بر آن اساس است به وجود آمد. اما تنها پیشرفت‌های مهم حول RFC نبود. ۲ قرارداد مهم برای شبکه‌های محلی در دهه ۷۰ به وجود آمد. اولاف سودربرم در ۲۹ اکتبر ۱۹۷۴ قرارداد حلقه رمزی را به ثبت رساند و قرارداد اترنت را رابرت متکالف و قرارداد ارتباطات انجمن ماشین آلات رایانه را دیوید باگز نوشتند.

## کاربرد نوین

### تلفن
در شبکه‌های تلفن آنالوگ، تماس گیرنده به کمک گزینش تلفن خانه‌های مختلف به کسی که می‌خواهد با او صحبت کند وصل می‌شود. سوئیچ‌ها یک ارتباط الکتریکی را میان کاربرها برقرار می‌کنند و این تنظیمات سوئیچ‌ها هنگامی که تماس گیرنده شماره می‌گیرد به صورت هنگامی که تماس برقرار شد، به کمک میکروفن جاگذاری شده در گوشی تلفن، صدای گیرنده تماس به امواج الکتریکی تبدیل می‌شود. سپس این موج (سیگنال) از راه شبکه به مقصد فرستاده می‌شود و در آنجا به کمک یک بلندگو به صوت تبدیل می‌شود. مشابه این عملیات در آن طرف هم انجام می‌شود و به این صورت یک مکالمه انجام می‌شود.
خطوط تلفن ثابت در بیشتر مناطق مسکونی به صورت آنالوگ می‌باشد، که در آن صدا در گیرنده مستقیماً به ولتاژ سیگنال بستگی دارد.
با اینکه در تماس‌های مسافت کوتاه صدا در همه مدت به صورت آنالوگ است، با افزایش مسافت، مراکز خدمات تلفن، سیگنال‌ها را پیش از رسیدن به مقصد به دیجیتال تبدیل می‌کنند. مزیت این کار این است که اطلاعات صوتی دیجیتال شده را می‌توان در کنار اطلاعات اینترنتی فرستاد و می‌تواند در انتقال‌های راه دور جایگزین مناسبی شود. علاوه بر این از نویز کمتری هم برخوردار می‌باشد.
تلفن همراه تأثیر بسیاری بر شبکه‌های تلفن گذاشت. اکنون پذیره‌نویسی تلفن‌های همراه از تلفن‌های ثابت در بیشتر مناطق فزونی یافته‌است. فروش تلفن‌های همراه در سال ۲۰۰۵، ۸۱۶ میلیون خط بود که تقریباً به صورت برابری در مناطق مختلف جهان صورت گرفته بود. از سال ۱۹۹۹ بیشترین رشد خرید خط تلفن همراه مربوط به آفریقا با رقم ۵۸ درصد رشد بود.
به‌طور افزاینده‌ای این تلفن‌ها از سامانه‌هایی استفاده می‌کنند که صدا را به صورت دیجیتال مخابره می‌کند، مثل جی‌اس‌ام (سامانه جهانی ارتباطات سیار) یا W_CDMA، و سامانه‌های آنالوگ مانند AMPS رو به اضمحلال می‌روند. همچنین تغییرات جالبی در پشت پرده ماجرای ارتباطات تلفن روی داد؛ که با عملکردTAT-۸ در سال ۱۹۸۸ آغاز شد و در دهه ۹۰، ما شاهد به‌کارگیری گسترده از سامانه‌هایی هستیم، که بر پایه فیبر نوری می‌باشد. فایده به‌کارگیری فیبر نوری این است که حجم بالایی از اطلاعات را می‌تواند ارسال کند. TAT-۸ می‌تواند تا ۱۰ برابر تلفن‌های زمان خود که از سیم‌های مسی استفاده مس کردند، انتقال اطلاعات داشته باشد.
فیبرهای نوری اکنون ۲۵ برابر TAT-8 انتقال اطلاعات دارند. این افزایش حجم انتقال، تابع عوامل متعددی است. فیبر نوری در مقایسه با فناوری‌های همتراز از اندازه کوچکتری برخوردار است، همچنین فیبر نوری از تداخل ایمن می‌باشد، یعنی می‌توان چندین رشته فیبر نوری را در کنار هم قرار داد بدون اینکه بروی هم تأثیر بگذارند؛ و درپایان پیشرفت در تسهیم (چند خبر را همزمان بر روی یک سیم‌فرستادن) سبب رشد بسیاری در حجم اطلاعات در فیبرهای منفرد شد. همکاری ارتباطات در کنار شبکه‌های متعدد و پیشرفته فیبر نوری پروتکلی را که به انتقال حالت آسنکرون مشهور است به وجود آورد (ATM). پروتکل ATM به انتقال اطلاعات پیوسته که در چند خط بالا به آن اشاره شد، اجازه می‌دهد. ATM برای شبکه‌های عمومی تلفن مناسب است، زیرا گذرگاهی را برای اطلاعات در شبکه به وجود می‌آورد و پیمان ترافیک را با این گذرگاه مرتبط می‌سازد.
پیمان ترافیک توافقی است میان کاربر و شبکه، که مشخص می‌کند شبکه اطلاعات را چگونه در دست بگیرد. اگر شبکه نتواند وضعیت پیمان ترافیک را ببیند، اتصال را قبول نمی‌کند. این مهم است زیرا تلفن می‌تواند توافقی را برای تضمین به دست آوردن نرخ بیت ثابت به دست آورد؛ یعنی اطمینان دهند که صداها نه با تأخیر ارسال شود و نه قطع شود. ATM رقبایی از جمله MPLS دارد که پیش‌بینی می‌شود که در آینده جایگزین آن شود.

### رادیو و تلویزیون

استانداردهای تلویزیون‌های دیجیتال و پذیرش آن در سراسر جهان.

در سامانه‌های رسانه‌ای، دکل‌های مخابراتی پُرقدرت مرکزی امواج الکترومغناطیسی فرکانس بالا را، به گیرنده‌های بسیاری ارسال می‌کنند. اطلاعات صوتی‌تصویری روی سیگنال‌های فرکانس بالا سوار (مدوله) می‌شوند و توسط این دکل‌ها فرستاده می‌شوند. آنتن‌های گیرنده این امواج فرکانس بالا را دریافت می‌کنند و بعد از پیاده‌سازی (دمدولاتور) اطلاعات ارسالی را بازیابی می‌کند. سیگنال‌ها می‌توانند آنالوگ (سیگنال‌های متنوع پیوسته مرتبط با اطلاعات) یا دیجیتال (اطلاعات رمزی شده با مقادیر گسسته) باشد.
صنعت پخش رسانه‌ای در زمینه گسترش خود با حرکت بسیاری از کشورها به سمت پخش دیجیتال در مرحله حساسی قرار دارد. این حرکت با تولید مدارهای مجتمع (IC) ارزان‌تر، سریع تر و قابل تر ممکن می‌شود. مزیت مهم پخش دیجیتال این است که از بسیاری از مشکلات پخش آنالوگ به دلیل ویژگی‌های ذاتی انتقال آنالوگ همچون تصاویر برفکی و اعوجاج‌ها می‌باشد، جلوگیری می‌کند. این اختلال‌ها ارسال آنالوگ ناشی از نویزی است که در خروجی آشکار می‌شود. انتقال دیجیتال بر این مشکل فایق آمد، زیرا سیگنال‌های دیجیتال در هنگام دریافت به صورت گسسته می‌باشند و در نتیجه اختلالات ناچیز تأثیری در خروجی نهایی ندارد.
در شبکه‌های دیجیتالی تلویزیون، سه استاندارد ATSC ,DVB ,ISDB درحال رقابت برای به دست آوردن مقبولیت جهانی هستند.
مقبولیت این استانداردها در زیرنویس شکل دیده می‌شود.
هر سه این استانداردها از MPEG-2 برای فشرده سازی فایل‌های تصویری استفاده مس کنند.ATSC از Dolby Digital AC-3 برای فشرده سازی فایل‌های صوتی استفاده می‌کند.ISDB از Advanced Audio Coding و DVB از استاندارد خاصی استفاده نمی‌کند اما بیشتر از MPEG-1 Part 3 Layer 2 استفاده می‌کند.
در شبکه‌های دیجیتالی رادیویی، هماهنگی بیشتری در انتخاب استاندارد وجود دارد و آن پخش رادیویی دیجیتال می‌باشد. (البته به استاندارد Eureka ۱۴۷ نیز شهرت دارد) استثنای آن آمریکا می‌باشد که از HD Radio استفاده می‌کند. HD Radio برخلاف پخش رادیویی دیجیتال بر پایه روشی است که به IBOC مشهور است. در این روش اطلاعات دیجیتال بروی امواج FM و AM سوار می‌شوند. به هر حال در حالی که در حال گذار به دیجیتال هستیم، گیرنده‌های آنالوگ هنوز در همه جا رایج می‌باشد. تلویزیون‌های آنالوگ همچنان در همه کشورها برای مخابره تصویر استفاده می‌شود.
آمریکا امیدوار بود که پخش آنالوگ خود را تا پایان ۲۰۰۶ پایان دهد؛ که این امر به آغاز ۲۰۰۹ موکول شد.
برای تلویزیون آنالوگ، سه استاندارد اکنون موجود می‌باشد: اِن‌تی‌اس‌سی, پال, سکام.
اینجا.
برای رادیو آنالوگ، تبدیل به دیجیتال سخت است زیرا که گیرنده‌های آنالوگ قسمتی از کل قیمت یک رادیو دیجیتال می‌باشد.
حالت‌های مدولاسیون برای رادیو آنالوگ، مدولاسیون دامنه (AM) و مدولاسیون فرکانس (FM) می‌باشد .
برای داشتن پخش استریو، زیر حامل مدوله شده AM در FM استفاده می‌شود.

### اینترنت
اینترنت شبکه جهانی رایانه‌ها و رایانه‌های شبکه‌ای است که از راه پروتکل اینترنت (IP) با یکدیگر ارتباط برقرار می‌کنند. هر رایانه دارای یک نشانی پروتکل اینترنت واحد است، که از این راه، رایانه‌های دیگر می‌تواند اطلاعات را به آن ارسال نمایند. از این رو هر رایانه‌ای در اینترنت می‌تواند با به‌کارگیری این نشانی پروتکل اینترنت هر پیامی را مخابره کند. از این منظر می‌توان اینترنت را یک رابط میان رایانه‌ها نامید. در ۲۰۰۸، برآورد شده‌است که ۲۱٫۹٪ مردم دنیا به اینترنت با سرعت بالا دسترسی دارند. در آمریکای شمالی ۷۳٫۶٪، در اقیانوسیه و استرالیا ۵۹٫۵٪ و در اروپا ۴۸٫۱٪. در دسترسی به اینترنت‌های پر سرعت، کشورهای ایسلند (۲۶٫۷٪)، کره جنوبی (۲۵٫۴٪)، هلند (۲۵٫۳٪) در جهان پیشرو می‌باشند. بخشی از عملکرد اینترنت به خاطر پروتکل‌هایی است که ارتباط میان رایانه‌ها و مسیریاب‌ها را تعیین می‌کنند. ماهیت شبکه‌های رایانه‌ای دارای ساختار لایه به لایه‌است، به‌طوری‌که پروتکل‌های مجزا در میان انبوهی از پروتکل‌ها تقریباً به صورت مجزا اجرا می‌شوند. این مسئله به پروتکل‌های سطح پایین‌تر اجازه می‌دهد، برای موقعیت شبکه مناسب باشند، هنگامی که پروتکل‌های سطح بالاتر مسیر را تغییر نمی‌دهند.